# Sepsis delectabilis
Sepsis delectabilis är en tvåvingeart som beskrevs av Adams 1905. Sepsis delectabilis ingår i släktet Sepsis och familjen svängflugor. Inga underarter finns listade i Catalogue of Life.